# Kasteel van Hansbeke

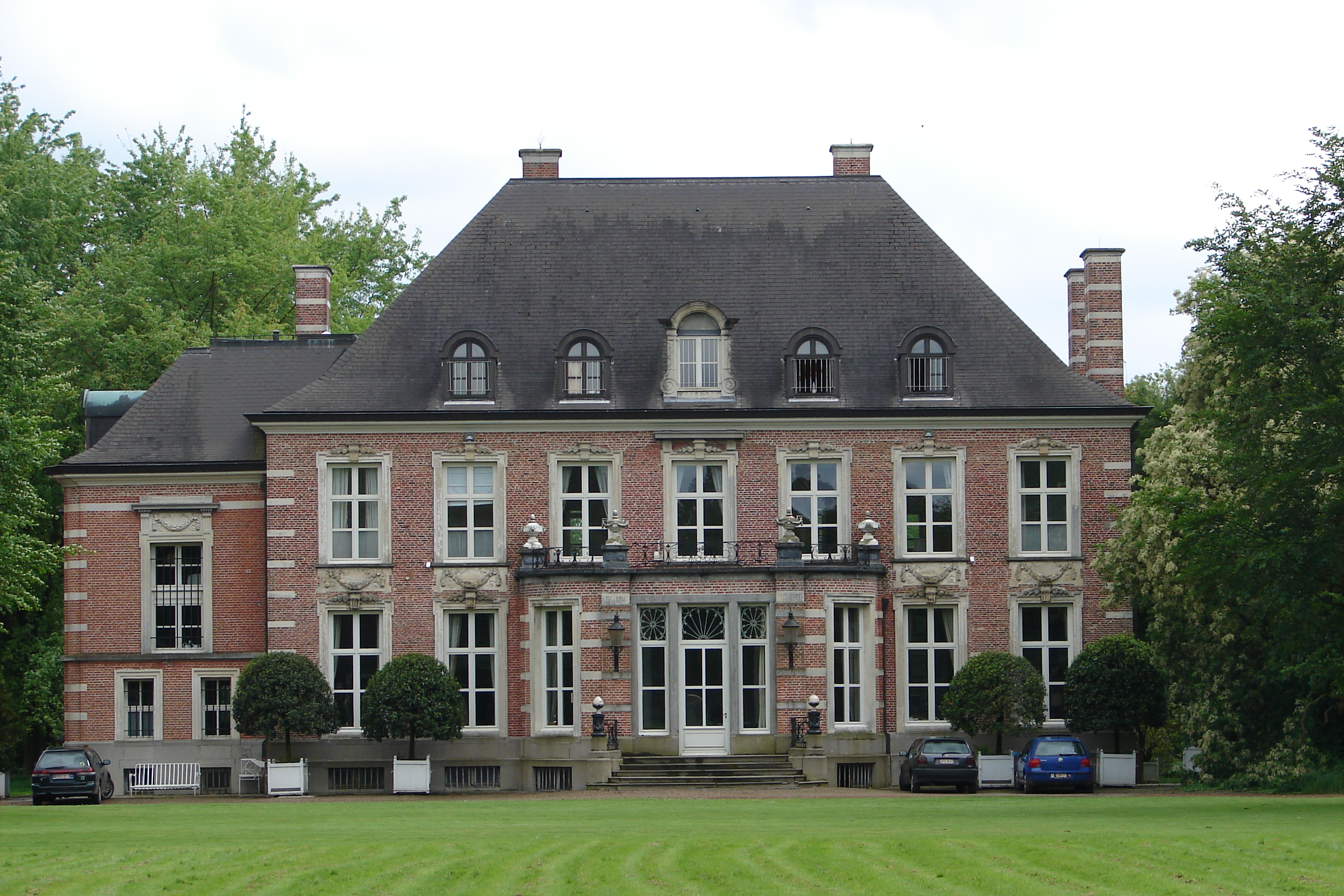
Kasteel van Hansbeke

Het Kasteel van Hansbeke is een kasteel in de tot de Oost-Vlaamse gemeente Deinze behorende deelgemeente Hansbeke. Het is gelegen aan de Warandestraat 7-13 en 9A.

## Geschiedenis
Oorspronkelijk stond hier in de buurt (Vaartstraat 1) een omwald mottekasteel van de heren van Hansbeke. Het werd in de 14e en 15e eeuw voor het eerst schriftelijk vermeld, in verband met verwoestingen. De hoeve Goed t'Exaarde staat op de plaats van de vroegere neerhof van dit kasteel. In 1700 was er al sprake van het neerhof ende deer het vervallen casteel op staet.
De heerlijkheid was in het bezit van de familie de Gernoval, maar in 1765 werd de heerlijkheid verkocht aan J.A. van de Woestyne. In 1766-1767 werd de oude kasteelruïne gesloopt. In 1790 werd op korte afstand ervan een nieuw kasteel gebouwd, versierd met een aantal trompe-l'oeil-schilderingen. Het werd in 1858 geërfd door ene Fr. Borluut van Vinderhoute. In 1887 kwam het door huwelijk in het bezit van de graaf de Bousies die nadien de naam Bousies-Borluut aannam. In 1985 werd het kasteel door brand vernield. Het werd heropgebouwd, zij het met één verdieping minder.

## Het kasteeldomein
Het huidig kasteel is een bakstenen gebouw in classicistische stijl. Het oude interieur was door de brand van 1985 voor een groot deel vernield. Wel is er op de bovenverdieping nog een kapel met een veelhoekige plattegrond en een plafondschildering in trompe-l'oeil die Maria Hemelvaart verbeeldt.
In het domein staan een aantal bijgebouwen, waaronder een wagenhuis, een dienstwoning, een oranjerie en een woonhuis. Het kasteel is toegankelijk via een fraaie lindelaan. Het uitgestrekte park rond het kasteel is vermoedelijk aangelegd bij het begin van de 20e eeuw.
De schrijver Erwin Mortier die in Hansbeke opgroeide, vermeldt in zijn "Gestameld liedboek" dat hij als jongeman van 20 de brand van het kasteel heeft gezien.